# 논리 퍼즐
논리 퍼즐 또는 로직 퍼즐은 노노그램(네모로직)이나 스도쿠와 같이 논리적인 절차에 의해 해결하는 퍼즐을 말한다.

## 역사
논리 퍼즐은 이상한 나라의 앨리스의 저자인 루이스 캐롤이라는 필명으로 더 잘 알려진 찰스 루트위지 도지슨(Charles Lutwidge Dodgson)이 처음 제작했다. 그의 저서 논리의 게임(The Game of Logic)에서 그는 "어떤 그레이하운드도 뚱뚱하지 않다"라는 결론을 "어떤 그레이하운드도 잘 달리지 않는다", "어떤 그레이하운드는 잘 달린다"라는 문장에서 확인하는 등 문제 해결을 위한 게임을 소개했다. 우리에게 전제 목록이 주어지고 그로부터 무엇을 추론할 수 있는지 묻는 이와 같은 퍼즐을 삼단논법이라고 한다. 도지슨은 계속해서 최대 8개의 전제로 구성된 훨씬 더 복잡한 퍼즐을 구성한다.
20세기 후반에 수학자 레이먼드 M. 스멀리언(Raymond M. Smullyan)은 계속해서 The Lady or the Tiger?, To Mock a Mockingbird, Alice in Puzzle-Land와 같은 책으로 논리 퍼즐의 영역을 확장했다. 그는 항상 진실을 말하는 기사와 항상 거짓말을 하는 악당이 관련된 "기사와 악당" 퍼즐을 대중화했다.
본질적으로 완전히 비언어적인 논리 퍼즐도 있다. 일부 인기 있는 형식에는 공제를 사용하여 그리드에 숫자를 올바르게 배치하는 스도쿠가 포함된다. 그림을 생성하기 위해 흑백 사각형으로 그리드를 정확하게 채우기 위해 공제를 사용하는 노노그램, 미로의 규칙을 알아내기 위해 추론을 사용하는 논리 미로 등도 이에 속한다.

## 같이 보기
- 분류:논리 퍼즐
- 논리형 프로그래밍
- 큐브 퍼즐
- 유희 수학